# Corina Bomann
Corina Bomann (* 7. März 1974 in Parchim) ist eine deutsche Schriftstellerin.

## Leben
Corina Bomann wurde 1974 geboren und wuchs in einem Dorf in Mecklenburg auf. Sie veröffentlichte 1999 ihre erste Kurzgeschichte und arbeitete bis 2002 als Zahnarzthelferin. Zuvor veröffentlichte sie mit Der Schattengeist und Der Traum des Satyrs ihre beiden ersten Fantasy-Romane. Seit 2008 konzentriert sie sich auf fiktiv-historistische Frauenromane, die hauptsächlich zwischen dem 16. und 17. Jahrhundert angesiedelt sind. Ihr 2012 im Ullstein Verlag erschienener Roman Die Schmetterlingsinsel hat sich über 120.000 Mal verkauft und war wochenlang auf der Spiegel-Bestseller-Liste.
Von 2003 bis 2009 war Bomann Stammautorin der unter Jack Slade publizierten Erotik-Reihe der Lassiter-Western bei Bastei-Lübbe, sie verfasste in dieser Zeit fast 100 Folgen der Heftroman-Serie.
Auch im Ausland sind ihre Bücher sehr erfolgreich. Viele Bücher sind mittlerweile in fast 20 verschiedenen Sprachen übersetzt und führten auch im Ausland die Bestsellerlisten an.  Ihr Roman Der Mondscheingarten war wochenlang die Nr. 1 der amerikanischen Kindle-Charts.
Corina Bomann lebt derzeit in Berlin.

## Werke
- Der Schattengeist. mgVerlag 2001, ISBN 3-931164-20-9.
- Der Traum des Satyrs. Zaubermond-Verlag, 2001, ISBN 3-931407-66-7.
- Die Spionin. Droemer Knaur, 2008, ISBN 978-3-426-66314-1.
- Verrückt nach Mark. cbj, 2008, ISBN 978-3-570-13542-6.
- Der Pfad der roten Träume. Carl Ueberreuter, 2009, ISBN 978-3-8000-5498-5.
- Sturmsegel. Carl Ueberreuter, 2010, ISBN 978-3-8000-5532-6.
- Das Krähenweib. Droemer Knaur, 2010, ISBN 978-3-426-66315-8.
- Der Lilienpakt. Carl Ueberreuter, 2011, ISBN 978-3-8000-5601-9.
- Die Schmetterlingsinsel. Ullstein Verlag, 2012, ISBN 978-3-548-28438-5.
- Der Mondscheingarten. Ullstein Verlag, 2013, ISBN 978-3-548-28526-9.
- Eine wundersame Weihnachtsreise. Ullstein Verlag, 2013, ISBN 978-3-547-71191-2.
- Die Jasminschwestern. Ullstein Verlag, 2014, ISBN 978-3-548-28527-6.
- Und morgen am Meer. Aufbau Verlag, 2014, ISBN 978-3-7466-2985-8.
- Die Sturmrose. Ullstein Verlag, 2015, ISBN 978-3-548-28668-6.
- Ein zauberhafter Sommer. Ullstein Verlag, 2015, ISBN 978-3-548-28813-0.
- Das Mohnblütenjahr. Ullstein Verlag, 2016, ISBN 978-3-548-28667-9.
- Winterblüte. Roman. List, Berlin 2016, ISBN 978-3-471-35142-0.
- Winterengel. Roman. List, Berlin 2017, ISBN 978-3-471-35161-1.
- Sturmherz. Roman. Ullstein Verlag, 2017, ISBN 978-3-548-28839-0.
- Die Frauen vom Löwenhof - Agnetas Erbe. Roman. Ullstein Verlag, 2018, ISBN 978-3-548-28996-0.
- Die Frauen vom Löwenhof - Mathildas Geheimnis. Roman. Ullstein Verlag, 2018, ISBN 978-3-548-28998-4.
- Die Frauen vom Löwenhof - Solveigs Versprechen. Roman. Ullstein Verlag, 2018, ISBN 978-3-548-28999-1.
- Die Farben der Schönheit - Sophias Hoffnung. Roman. Ullstein Verlag, 2020, ISBN 978-3-86493-116-1.
- Die Farben der Schönheit - Sophias Träume. Roman. Ullstein Verlag, 2020, ISBN 978-3-86493-117-8.
- Sternstunde - Die Schwestern vom Waldfriede. Roman. Penguin Verlag, 2021, ISBN 978-3-328-60205-7.
- Leuchtfeuer - Die Schwestern vom Waldfriede. Roman. Penguin Verlag 2022, ISBN 978-3-328-60226-2.
- Sturmtage - Die Schwestern vom Waldfriede. Roman. Penguin Verlag 2022, ISBN 978-3-328-60234-7.
- Wunderzeit - Die Schwestern vom Waldfriede. Roman. Penguin Verlag 2023, ISBN 978-3-328-60235-4.
- Die Frauen vom Rosenhag - Traum vom Neubeginn Roman. Penguin Verlag 2025, ISBN 978-3-328-60348-1.

Hörbücher
- 2012: Die Schmetterlingsinsel. Gelesen von Elena Wilms. 6 CDs, Hörbuch Hamburg, ISBN 978-3-86909-124-2.
- 2013: Der Mondscheingarten. Gelesen von Elena Wilms. 6 CDs, Hörbuch Hamburg, ISBN 978-3-86909-125-9.
- 2013: Eine wundersame Winterreise. Gelesen von Elena Wilms. 4 CDs, Hörbuch Hamburg, ISBN 978-3-89903-874-3.
- 2014: Die Jasminschwestern. Gelesen von Elena Wilms. 6 CDs, Hörbuch Hamburg, ISBN 978-3-86909-063-4.
- 2015: Die Sturmrose. Gelesen von Elena Wilms. 6 CDs, Hörbuch Hamburg, ISBN 978-3-86909-150-1.
- 2015: Ein zauberhafter Sommer. Gelesen von Elena Wilms. 6 CDs, Hörbuch Hamburg, ISBN 978-3-89903-923-8.
- 2016: Winterblüte. Gelesen von Elena Wilms. 6 CDs, Hörbuch Hamburg, ISBN 978-3-95713-044-0.
- 2016: Sturmherz. Gelesen von Elena Wilms. 6 CDs, Hörbuch Hamburg, ISBN 978-3-95713-054-9.